# بعل جاد
كانت بعل جاد بلدة كنعانية في وادي لبنان في مملكة إسرائيل عند سفح حرمون قرب منبع نهر الأردن. وكانت أقصى نقطة شمالية امتدت إليها فتوحات يشوع بن نون. وربما استمدت اسمها من عبادة الإله بعل. وموقعها غير مؤكد بالتحديد، ولكن يُعتقد عموما أنها حاصبيا في وادي التيم أو موقع مجاور. ويقترح إيستون أن ممثلها الحديث هو بانياس. البعض افترض أنها مثل بعلبك ويرى آخرون أنها نفس موقع بعل حمون.